# Kevin Corrigan
Kevin Fitzgerald Corrigan (New York, 27 maart 1969) is een Amerikaans acteur van Iers-Puerto Ricaanse afkomst. Hij debuteerde in 1989 voor de camera toen hij rollen speelde in de dramafilm Lost Angels en de after school special Taking a Stand, om middelbare scholieren te vertellen in opstand te komen tegen racisme. Sindsdien was hij te zien in meer dan zeventig films, waarvan een aanzienlijk aantal onafhankelijke producties en een handjevol televisiefilms.
Corrigans cv bestaat grotendeels uit filmrollen, maar hij verscheen daarnaast een aantal keer in terugkerende rollen in televisieseries. Zijn meest omvangrijke aandeel in een serie was in Grounded for Life. Hij speelde hierin in meer dan negentig afleveringen de altijd vaag blijvende Eddie Finnerty, de broer van hoofdpersonage Sean Finnerty (Donal Logue).
Corrigan trouwde in 2001 met actrice Elizabeth Berridge.

## Filmografie
*Exclusief televisiefilms
| - The Dictator (2012) - Revenge for Jolly! (2012) - Don't Look Up (2009) - Harmony and Me (2009) - The Mother of Invention (2009) - TransBeMan (2009) - Big Fan (2009) - Hit and Run (2009) - Nick and Norah's Infinite Playlist (2008) - Pineapple Express (2008) - The Toe Tactic (2008) - RSO Registered Sex Offender (2008) - Definitely, Maybe (2008) - American Gangster (2007) - Superbad (2007) - Goodbye Baby (2007) - On the Road with Judas (2007) - Feel (2006) - Delirious (2006) - The Departed (2006) - The Dog Problem (2006) - The Last Winter (2006) - Champions (2006) - The Honeymooners (2005) - Break a Leg (2005) - Sexual Life (2005) - Lonesome Jim (2005) - Wake Up, Ron Burgundy: The Lost Movie (2004) - When Zachary Beaver Came to Town (2003) - American Saint (2001) - Chelsea Walls (2001) - See Jane Run (2001) - Scotland, Pa. (2001) - Chain of Fools (2000) - Broke Even (2000) - Steal This Movie (2000) | - Detroit Rock City (1999) - Love Bites (1999) - Coming Soon (1999) - Roberta (1999) - Lulu on the Bridge (1998) - Slums of Beverly Hills (1998) - Buffalo '66 (1998) - Brown's Requiem (1998) - Henry Fool (1997) - Revelation (1997) - Kicked in the Head (1997) - Illtown (1996) - Trees Lounge (1996) - The Pallbearer (1996) - Walking and Talking (1996) - Bandwagon (1996) - Drunks (1995) - Kiss of Death (1995) - Bad Boys (1995) - Living in Oblivion (1995) - An Eviction Notice (1995) - Rhythm Thief (1994) - The Last Good Time (1994) - American Standoff (1994) - Family Remains (1993) - The Saint of Fort Washington (1993) - True Romance (1993) - Zebrahead (1992) - Jumpin' at the Boneyard (1992) - Billy Bathgate (1991) - One Good Cop (1991) - Goodfellas (1990) - Men Don't Leave (1990) - The Exorcist III (1990) - Lost Angels (1989) |

## Televisieseries
*Exclusief eenmalige gastrollen
- Damages - Finn Garrity (2009, vier afleveringen)
- Fringe - Sam Weiss (2009, drie afleveringen)
- The Black Donnellys - Whitey (2007, zes afleveringen)
- Grounded for Life - Eddie Finnerty (2001-2005, 91 afleveringen)
- Pearl - Franklin 'Frankie' Spivak (1997, drie afleveringen)
- The Mentalist - Robert Kirkland (2012 - 2013, zeven afleveringen)

- Biblioteca Nacional de España: XX4922467
- Bibliothèque nationale de France: cb162393181 (data)
- Gemeinsame Normdatei: 141616784
- International Standard Name Identifier: 0000 0001 1728 3770
- Library of Congress Control Number: no2002044679
- MusicBrainz: a612467f-b135-428c-8a63-4011cb335f68
- Nationale Bibliotheek van Tsjechië: xx0151784
- Nationale Bibliotheek van Israël: 987007461191605171
- Système universitaire de documentation: 147784913
- Virtual International Authority File: 167215557
- WorldCat: E39PBJktpDR6j4FYxXMKBqPYT3